# Aleksandar Ranković
Aleksandar Ranković (v srbské cyrilici Александар Ранковић, známý též pod přezdívkou Marko, 1909 Draževac – 1983 Dubrovnik) byl jugoslávský politik srbského původu, člen Politbyra a blízký spolupracovník prezidenta Tita (spolu s Edvardem Kardeljem).

## Biografie
Ranković byl původem z chudé rodiny. Jako velmi mladý přišel o otce a po skončení základní školy odešel do Bělehradu v roce 1922 do učení. V roce 1925 se stal členem odborové organizace a v roce 1927 vstoupil do Svazu komunistické mládeže, kde se poznal se svojí budoucí ženou. O rok později vstoupil do KSJ.
Během druhé světové války organizoval partyzánské akce na území dnešního Srbska. Poté, co plánoval výbuch v budově bělehradského rádia byl zatčen gestapem a mučen. Nakonec strávil nějakou dobu v nemocnici, odkud byl partyzány unesen. Po vypuknutí povstání odputoval do Užice, kde se nacházel hlavní stan partyzánů. Během války se stal členem Vrchního velení partyzánské armády.
Po válce se stal významným politikem
, který zastával zásadní funkce v zemi. Kromě funkce místopředsedy vlády a člena politbyra byl také členem Ústředního výboru SKJ i svazu komunistů Srbska a socialistického svazu pracujících. Pod jeho pravomoci spadaly vnitřní záležitosti, soudnictví, a tajná policie.. Ranković stál v čele OZNy a později UDBy, tajné služby, která měla na chod státu v raných letech existence socialismu zcela klíčové postavení a likvidovala nepohodlné osoby. Moc nad policejními a bezpečnostními silami měl až do roku 1966.
Ranković byl v 50. a především 60. letech zastáncem vyšší míry centralizace jugoslávského státu. Proto se snažil zpomalovat či různým jiným způsobem bránit liberalizujícím reformám, které byly v Jugoslávii postupně v uvedeném období zaváděny. To ho přivedlo k ostrému názorovému střetu s Edvardem Kardeljem a Titem.
Rankovićův politický vliv ukončila až tzv. odposlouchávací aféra a následné mimořádné plénum SKJ. Odstavení od moci bylo založeno na odhalení odposlechu samotného Tita ze strany tajné policie, za což Ranković musel uznat odpovědnost. Tím, že z vrcholných funkcí odešel, byl odstraněn velmi vlivný člověk, jehož představy o Jugoslávii měly podobu centralizovaného státu, byť s federalistickým uspořádáním. Po roce 1966 tak již nic nebránilo rozvíjet zemi na základě myšlenek decentralizace. To však otevřelo zcela nové pole problémů, především se začala objevovat opozice,[zdroj?] veřejnost nyní mohla volně protestovat a mnoho doposud skrytých problémů se dostávalo na povrch.
Ranković se později stáhl z veřejného života a stáří strávil ve své vile nedaleko Dubrovníku. Jeho pohřeb v roce 1983 se stal v komunistické Jugoslávii první manifestací Srbů, kteří likvidaci takto vlivného člověka v čele státu vnímali jako komplot Slovinců a Chorvatů. A tak byl také vnímán ve Svazu komunistů Jugoslávie, který se – byť ještě mírným, ale jistým – nárůstem nacionalistických nálad musel zabývat.